# 球體關節人形
球體關節人偶（英語：Ball-jointed doll，縮寫：BJD）起源自歐洲，泛指各種擁有球型關節的可動人偶。球體關節人形體型標準，細節精緻，由於關鍵部位裝有球型的關節，使人形能夠做出許多接近於真人的姿勢。而石膏、陶瓷、木材及塑膠等材料皆可以用來製作人形。而如今，大多数BJD一般由一种质地坚硬的聚亚安脂构成，手感细腻光滑，中部空心，各个部件用皮筋、包胶铝线、S钩链接。但是因為人形的造價不斐，故收藏者多以成人為主。球體關節人形目前主要由東亞國家和地区生產（依發展時序，如日本、韓國、香港、中國）。这种有着介于真人和日本動漫之间外貌的球形关节人偶一般被称作亚洲球形关节人偶（ABJD）

## 概述
顧名思義就是這類娃娃的關節處是由球形部分連接起來的。正因為有如此特殊的構造才使得BJD能更生動地展現更豐富的動作和姿態。再加上當代的BJD大多比較過去娃娃更为精致，尺寸更为合理（一般在10cm到70cm左右），就使得在娃娃身上的塑造空間更加廣闊。
在中国，BJD的身高以“分”来计算，即180cm除以x分即为人偶的大致身高，但在同样的身高范围内，男娃的身高一般高于女娃的身高。BJD娃娃不僅可以更換服裝，還能修改化妝，調換手腳，頭髮，甚至眼球等。因此BJD對玩家的魅力是無窮的，它給予玩家一個毫無拘束的展現自己個性的空間。

## 历史发展

### 欧洲起源
有着球形关节的德国浓汤娃娃起源于1920年，但实际上，这种关节娃娃可以追溯到公元前200年，古罗马和古希腊用黏土和木材制造这类带有关节的可动玩偶。
现代的球形关节人偶起源于19世纪初期的西欧。人民出身自卡托維茲的超現實藝術創作者汉斯·贝尔默是製作此類人偶的先鋒。他在1930年代早期遇到了三件事：與美麗的少女表妹相遇、參加演出歌劇《霍夫曼的故事》（其中有一段人類愛上機器人的悲劇）、還有收到一盒童年時的舊玩具。這三件事加上一具16世紀木製人偶的啟發，他在1934年製作了一具以球體裝置為關節的木製人偶，並且用這個人偶來拍露骨的色情照片。不論是這個人偶的關節原理或是貝勒門對人偶的態度，對日後東亞地區的人形藝術都有深遠的影響。

### 日本发展
日本從歐洲學習了關節原理，開始製作球體關節人形。早期都是手工創作，價格高昂。1998年起，日本「造型村」公司開始使用價格較低廉的聚氨基甲酸乙酯樹脂為材，量產名為「Super Dollfie」（SD娃娃）的球體關節人形，帶動了收藏人形的風潮。SD娃娃的出現刺激了市場，特別是在南韓，最早成立的韓國公司為HAPPYDOLL、LUTS、DOD和ANGELREGION。虽然Volks公司均已为其独特得外貌注册申请了专利，但许多亚洲BJD娃社仍然选择以此为基础设计制造BJD。自2003年後，出現了許多製作球體關節人形的廠商。2005年以來，中國與香港等地亦有玩具廠商開始投入生產此類人形的行列。

### 全球风靡
隨著收藏風潮的興盛，球體關節人形逐漸成為流行文化的一部分，且頻繁地出現於許多的影視作品當中。例如在2004年上映的日本動畫電影《攻殼機動隊2 INNOCENCE》便是以球體關節人形為題材。其導演押井守亦為紀念動畫電影的上映，特於東京舉辦了球體關節人形的展覽。而同年於韓國上映的恐怖片《人形師》，則反映了部份人類對於球體關節人形這類具高擬人程度實體的恐懼感。關節人形的愛好者漸漸形成一個獨立的社群。
現今，球體關節人形除了個人收藏以外，在實務方面的運用，亦活躍於設計界，因人形的姿態變化豐富，加上普遍關節皆可替換的緣故，因此適合繪畫、髮型、服裝或彩妝等須講究美觀與形象的藝術領域（不過由於價格昂貴，所以通常都是作為高級設計師的私人運用，不易於公開場合中看到）。

## 參看
- 娃娃
- Super Dollfie
- 恐怖谷理論